# Doctor Who (especiais de 2008–2010)
Os especiais de 2008–2010 da série de televisão britânica de ficção científica Doctor Who serviram de ligação entre a 4.ª e a 5.ª temporada da série. Os especiais foram produzidos em vez de uma temporada completa em 2009, para permitir que a nova equipe de produção da série tivesse tempo suficiente para se preparar para a 5.ª temporada em 2010. O primeiro especial foi transmitido em 25 de dezembro de 2008 com "The Next Doctor" e o último especial, o episódio de duas partes The End of Time, foi transmitido em 25 de dezembro de 2009 e 1 de janeiro de 2010.
Os especiais começaram a ser produzidas em abril de 2008 para "The Next Doctor", e as filmagens para o especial final The End of Time começaram em março de 2009. Dois episódios suplementares também foram filmados juntos com os especiais. "Music of the Spheres" foi filmado para o Doctor Who Prom de 2008 em julho de 2008, e o seriado animado de seis episódios Dreamland foi produzido para o serviço Red Button da BBC, lançado em seis dias consecutivos em novembro de 2009.
Os especiais incluíram aparições de companheiros únicos, retratados por David Morrissey, Velile Tshabalala, Michelle Ryan, Lindsay Duncan e Bernard Cribbins, e também companheiros de temporadas passadas, incluindo Catherine Tate, Billie Piper, Freema Agyeman, Noel Clarke, John Barrowman, Elisabeth Sladen e John Simm. Após a quarta temporada ser a última temporada completa estrelando David Tennant como Doutor e Russell T Davies como showrunner, os especiais marcaram a saída oficial deles da série, com Matt Smith e Steven Moffat substituindo-os como Doutor e showrunner, respectivamente, na próxima temporada.

## Episódios
| História | Episódio | Título                                                     | Dirigido por  | Escrito por                       | Exibição original      | Cód. de produção | Audiência no Reino Unido (milhões) | AI |
| -------- | -------- | ---------------------------------------------------------- | ------------- | --------------------------------- | ---------------------- | ---------------- | ---------------------------------- | -- |
| 199      | 1        | "The Next Doctor" "O Próximo Doutor"                       | Andy Goddard  | Russell T Davies                  | 25 de dezembro de 2008 | 4.14             | 13,10                              | 86 |
| 200      | 2        | "Planet of the Dead" "Planeta dos Mortos"                  | James Strong  | Russell T Davies e Gareth Roberts | 11 de abril de 2009    | 4.15             | 9,75                               | 88 |
| 201      | 3        | "The Waters of Mars" "As Águas de Marte"                   | Graeme Harper | Russell T Davies e Phil Ford      | 15 de novembro de 2009 | 4.16             | 10,32                              | 88 |
| 202a     | 4        | "The End of Time – Part One" "O Fim do Tempo – Parte Um"   | Euros Lyn     | Russell T Davies                  | 25 de dezembro de 2009 | 4.17             | 12,04                              | 87 |
| 202b     | 5        | "The End of Time – Part Two" "O Fim do Tempo – Parte Dois" | Euros Lyn     | Russell T Davies                  | 1 de janeiro de 2010   | 4.18             | 12,27                              | 89 |

### Episódios suplementares
| Título                 | Dirigido por | Escrito por      | Exibição original         |
| ---------------------- | ------------ | ---------------- | ------------------------- |
| "Music of the Spheres" | Euros Lyn    | Russell T Davies | 27 de julho de 2008       |
| Dreamland              | Gary Russell | Phil Ford        | 21–26 de novembro de 2009 |

### Personagens principais
Esses especiais marcaram a série final de episódios de David Tennant como o Décimo Doutor e a primeira aparição de Matt Smith como o recém-regenerado Décimo Primeiro Doutor. Eles também apresentavam uma série de companheiros de uma vez começando em "The Next Doctor" com David Morrissey como Jackson Lake, um homem que pensa ser o Doctor e sua "companheira" Rosita Farisi, interpretada por Velile Tshabalala. "Planet of the Dead" apresentou a ex-atriz de EastEnders, Michelle Ryan, como a jovem ladrão em busca de emoção, Lady Christina de Souza. "The Waters of Mars" estrelou Lindsay Duncan como Adelaide Brooke, Capitã da Base Um de Bowie em Marte. Finalmente, as duas partes "The End of Time" tiveram Bernard Cribbins como personagem recorrente Wilfred Mott como um companheiro de pleno direito pela primeira vez.